# 高木光春
高木 光春（たかぎ みつはる）は、日本の弁護士。日本弁護士連合会副会長や、関東弁護士会連合会理事長等を務めた。

## 人物・経歴
1971年栃木県立鹿沼高等学校卒業。1976年中央大学法学部卒業。1986年弁護士登録。2008年栃木県弁護士会会長。2010年日本弁護士連合会副会長。2017年からは関東弁護士会連合会理事長を務め、技能実習制度の撤廃を求める理事長声明を表明するなどした。